# Daba (administrativ enhet)
Daba (georgiska: დაბა) betecknar i Georgien en stadsliknande bebyggelse, en större ort med vissa stadsfunktioner, men som inte kategoriseras som stad (jämför begreppet köping). En daba har vanligen minst 3 000 invånare och fungerar som ekonomisk och kulturell centralort, utan att omfatta någon större jordbruksmark. Även en mindre ort kan kategoriseras som daba, om den är administrativt centrum för ett distrikt, eller om dess ekonomi och befolkning förväntas växa inom en nära framtid.